# Districtul Khok Si Suphan
Khok Si Suphan (în thailandeză โคกศรีสุพรรณ) este un district (Amphoe) din provincia Sakon Nakhon, Thailanda, cu o populație de 33.717 locuitori și o suprafață de 212,0 km².

## Componență
Districtul este subdivizat în 4 subdistricte (tambon), care sunt subdivizate în 52 de sate (muban).
| Nr. | Nume           | În thailandeză | Sate | Locuitori |  |
| --- | -------------- | -------------- | ---- | --------- |  |
| 1.  | Tong Khop      | ตองโขบ         | 17   | 12,273    |  |
| 2.  | Lao Phon Kho   | เหล่าโพนค้อ      | 11   | 5,769     |  |
| 3.  | Dan Muang Kham | ด่านม่วงคำ       | 11   | 7,029     |  |
| 4.  | Maet Na Thom   | แมดนาท่ม        | 13   | 8,646     |  |